# Trapped in a Dating Sim: The World of Otome Games Is Tough for Mobs
Trapped in a Dating Sim: The World of Otome Games Is Tough for Mobs (яп. 乙女ゲー世界はモブに厳しい世界です Отомэгэ: сэкай ва мобу ни кибисий сэкай дэсу, рус. Мир отомэ-игры жесток к мобам) — японский роман, автором которого является Ёму Мисима, а иллюстратором — Монда. Издаётся с 2018 года компанией Micro Magazine. В этом же году начала выходить манга, опубликованная в журнале Dragon Comics Age. В 2022 году состоялась премьера аниме.

## Сюжет
История происходит в фэнтезийном мире, наполненном магией и роботами. После своей смерти в Японии Леон Фо Бартфорт перерождается в мире отомэ-игры, где всем заправляет матриархат. Мужчины и парни, даже при наличии титулов, не могут быть наравне с противоположным полом. Однако Леон уже знает, как устроен этот мир, что приводит его к мысли изменить правила игры под себя. После покорения одного из подземелий Леон, играя роль одного из мобов, сразу же поднимается в статусе, что позволяет ему поступить в Академию, где начинаются события отомэ-игры. Однако вскоре он начинает понимать, что он не единственный, кто прибыл в этот мир после смерти, и что есть другой «игрок», стремящийся изменить этот мир под себя.

## Список персонажей

### Основные
- Леон Фо Бартфорт (яп. リオン・フォウ・バルトファルト Рион Фоу Барутофаруто) — главный герой истории. Сын барона и служанки. До перерождения был обычным японским парнем, у которого была младшая сестра. Именно по её вине Леон умер, упав с лестницы от переутомления после полного прохождения её отомэ-игры.

Сэйю: Такэо Оцука
- Оливия (яп. オリヴィア Орибиа) — главная героиня. Является протагонистом отомэ-игры. Когда Мари украла её место протагониста, подружилась с Леоном и Анджеликой. Позже начала питать любовные чувства к ним обоим.

Сэйю: Кана Итиносэ.
- Анджелика Рафа Редгрейв (яп. アンジェリカ・ラファ・レッドグレイブ Андзэрика Рафа Рэддогурэйбу) — главная героиня. В отомэ-игре является злодейкой. Первоначально была помолвлена с принцем, однако тот отверг её в пользу Мари. Смирившись с утратой, нашла друзей в качестве Леона и Оливии. Позже начала питать любовь к ним обоим.

Сэйю: Ай Файруз
- Мари Фо Лафан (яп. マリエ・フォウ・ラーファン Мариэ Фоу Ра:фан) — дочь виконта. До перерождения была младшей сестрой Леона. Переродившись в мире отомэ-игры, заняла место Оливии, дабы создать гарем со всей свитой принца.

Сэйю: Аянэ Сакура

### Свита принца
- Юлий Рафа Холфорт (яп. ユリウス・ラファ・ホルファート Юриусу Рафа Хоруфа:то)

Сэйю: Кэнъити Судзумура
- Джилк Фиа Мармория (яп. ジルク・フィル・マーモリア Дзируку Фиру Ма:мориа)

Сэйю: Косукэ Ториуми
- Брэд Фо Филд (яп. ブラッド・フォウ・フィールド Бураддо Фоу Фи:рудо)

Сэйю: Синносукэ Татибана
- Крис Фиа Арклайт (яп. クリス・フィア・アークライト Курису Фиа А:курайто)

Сэйю: Кодзи Юса
- Грег Фо Сиберг (яп. グレッグ・フォウ・セバーグ Гурэггу Фоу Сэба:гу)

Сэйю: Нобуюки Хияма.

### Прочие
- Милен Рафа Холфорт (яп. ミレーヌ・ラファ・ホルファート Мирэ:ну Рафа Хоруфа:то) — королева, мать Юлия. В отомэ-игре является одним из антагонистов. К Анджелике питает материнские чувства, что побудило её организовать помолвку с её сыном. С недоверием относится к Мари, зная, что та манипулирует Юлием и его свитой. На протяжении истории начинает питать любовные чувства к Леону.

Сэйю: Саяка Охара.
- Кларис Фиа Атли (яп. クラリス・ フィア・アトリー Курарису Фиа Атори:)

Сэйю: Саюми Судзухиро.
- Дейрдре Фиа Роузблейд (яп. ディアドリー・フィア・ローズブレイド Диадори: Фиа Ро:дзубурэйдо)

Сэйю: Эри Китамура.
- Гертруда Сера Фаносс (яп. ヘルトルーデ・セラ・ファンオース Хэрутору:дэ Сэра Фанъо:су)

Сэйю: Сора Амамия.
- Гертруада Сера Фаносс (яп. ヘルトラウダ・セラ・ファンオース Хэруторауда Сэра Фанъо:су)

- Луиза Сара Раульт (яп. ルイーゼ・サラ・ラウルト Руи:дзэ Сара Рауруто)

- Ноэлль Зэл Лэспинассэ (яп. ノエル・ジル・レスピナス Ноэру Дзиру Рэсупинасу)

- Эрика Рафа Холфорт (яп. エリカ・ラファ・ホルファート Эрика Рафа Хоруфа:то) — дочь Милен и младшая сестра Юлия. В прошлой жизни была дочерью Мари и племянницей Леона.

## Ранобэ
| №  | Дата публикации      | ISBN                   |
| -- | -------------------- | ---------------------- |
| 1  | 30 мая 2018 года     | ISBN 978-4-89637-753-8 |
| 2  | 30 октября года      | ISBN 978-4-89637-830-6 |
| 3  | 29 марта 2019 года   | ISBN 978-4-89637-864-1 |
| 4  | 30 августа 2019 года | ISBN 978-4-89637-911-2 |
| 5  | 30 января 2020 года  | ISBN 978-4-89637-975-4 |
| 6  | 30 июля 2020 года    | ISBN 978-4-86716-033-6 |
| 7  | 30 января 2021 года  | ISBN 978-4-86716-106-7 |
| 8  | 30 июня 2021 года    | ISBN 978-4-86716-157-9 |
| 9  | 30 ноября 2021 года  | ISBN 978-4-86716-214-9 |
| 10 | 30 мая 2022 года     | ISBN 978-4-86716-299-6 |

## Манга
| № | Дата публикации      | ISBN                   |
| - | -------------------- | ---------------------- |
| 1 | 8 июня 2019 года     | ISBN 978-4-04073-204-6 |
| 2 | 9 сентября 2019 года | ISBN 978-4-04073-321-0 |
| 3 | 9 апреля 2020 года   | ISBN 978-4-04073-613-6 |
| 4 | 7 августа 2020 года  | ISBN 978-4-04073-770-6 |
| 5 | 9 декабря 2020 года  | ISBN 978-4-04073-901-4 |
| 6 | 9 июля 2021 года     | ISBN 978-4-04074-171-0 |
| 7 | 8 января 2022 года   | ISBN 978-4-04074-384-4 |
| 8 | 9 мая 2022 года      | ISBN 978-4-04074-528-2 |

## Аниме-сериал

### Список серий аниме
| № серии | Название серии | Трансляция в Японии |
| ------- | --- | ------------------- |
| 1       | Я ненавижу этот мир «Орэ ва коно сэкай га кирай да» (俺はこの世界が嫌いだ)                                                                     | 03.04.2022          |
| 2       | Миледи, не хотите ли отведать чаю? «Соко но канодзё отяситэканай?» (そこの彼女 お茶してかない？)                                               | 10.04.2022          |
| 3       | Принц, начнём же дуэль «Кэтто:сиё: дзэ, Одзии-сама» (決闘しようぜ、王子様)                                                                     | 17.04.2022          |
| 4       | Не возражаешь если всё произойдёт в мгновении ока? «Тэкагэнситэ яттэмо ий ка на?» (手加減してやってもいいかな？)                               | 24.04.2022          |
| 5       | Потрясно «Саико: да нэ» (最高だね) | 01.05.2022          |
| 6       | Мой первый школьный фестиваль «Гакуэнсай ттэ хадзимэтэ нано» (学園祭って初めてなの)                                                            | 08.05.2022          |
| 7       | Ненавижу этих смазливых парней «Онадзи икэмэн-гирай» (同じイケメン嫌い)                                                                        | 15.05.2022          |
| 8       | Это не игра «Котти мо асоби дзя нэ: н да ё» (こっちも遊びじゃねえんだよ)                                                                       | 22.05.2022          |
| 9       | Я ничтожество «Цуго: но ий дзёси дэсу кара» (都合のいい女子ですから)                                                                           | 29.05.2022          |
| 10      | Я лишь подражатель дворян «Эсэ кидзоку то ва тигаттэ» (エセ貴族とは違って)                                                                     | 05.06.2022          |
| 11      | То, на что я могу повлиять «Има, ватаси ни дэкиру кото о» (今、私にできることを)                                                               | 12.06.2022          |
| 12      | Неважно, насколько сложен мир отомэ-игры «Татоэ дорэ дакэ, коно отомэгэ: сэкай га кибисикутэмо» (たとえどれだけ、この乙女ゲー世界が厳しくても) | 19.06.2022          |